# 정도역
정도역(鼎島驛)은 황해남도 해주시에 있는 철도역이다. 해주항역이라고도 한다. 정도(鼎島)라는 지명은 해주항 부지에 원래 있던 섬의 이름이다.

## 연혁
- 1931년 11월 12일: 학현역-해주항역 구간 개통과 함께 해주항역으로 개업
- 1944년경: 해주부두역으로 역명 변경
- 1958년 : 북한에서 표준궤로 개궤